# Pterozonium elaphoglossoides
Pterozonium elaphoglossoides là một loài thực vật có mạch trong họ Adiantaceae. Loài này được (Baker) Lellinger miêu tả khoa học đầu tiên năm 1967.